# Copa Intercontinental 1980
La Copa Intercontinental 1980 fue la decimonovena edición del torneo que enfrentaba al campeón de la Copa Libertadores de América con el campeón de la Copa de Campeones de Europa. Por primera vez, y tras un convenio firmado con la empresa multinacional Toyota, la copa se trasladó a Japón, país que pasó a albergar la competencia hasta su desaparición en 2004. Frente a esta nueva organización, el certamen dejó atrás su formato habitual de ida y vuelta, y comenzó a definirse en un partido único que, en su primera edición, se llevó a cabo el 11 de febrero de 1981 en el Estadio Nacional de la ciudad capital de Tokio.
Los participantes de esta edición fueron Nacional de Uruguay, campeón de la Copa Libertadores 1980, y Nottingham Forest de Inglaterra, campeón de la Copa de Campeones de Europa 1979-80. En esta oportunidad, el equipo sudamericano se llevó la victoria por la mínima diferencia con un gol tempranero de Waldemar Victorino. Nacional se consagró, así, campeón del mundo por segunda vez en su historia.

## Equipos participantes
| Conmebol (Sudamérica) |  | Nacional          |  | Campeón de la Copa Libertadores de América (1980)   |
| UEFA (Europa)         |  | Nottingham Forest |  | Campeón de la Copa de Campeones de Europa (1979-80) |

## Sede
Desde esta edición, la competición se disputó a un solo partido en el Estadio Nacional, ubicado en la ciudad de Tokio, capital de Japón.
| Japón               |          |
| Ciudad              | Estadio  |
| Tokio               | Nacional |
|                     |          |
| 57 363 espectadores |          |

## Ficha del partido
| 1          | POR        | Rodolfo Rodríguez   |  |
| 2          | DEF        | José Hermes Moreira |  |
| 3          | DEF        | Juan Carlos Blanco  |  |
| 4          | DEF        | Daniel Enríquez     |  |
| 5          | DEF        | Washington González |  |
| 16         | MED        | Denis Milar         |  |
| 13         | MED        | Víctor Espárrago    |  |
| 10         | MED        | Arsenio Luzardo     |  |
| 7          | DEL        | Alberto Bica        |  |
| 9          | DEL        | Waldemar Victorino  |  |
| 11         | DEL        | Julio César Morales |  |
| Entrenador | Entrenador | Juan Martín Mugica  |  |

| 1          | POR        | Peter Shilton  |     |
| 2          | DEF        | Viv Anderson   |     |
| 5          | DEF        | Larry Lloyd    |     |
| 6          | DEF        | Kenny Burns    |     |
| 3          | DEF        | Frank Gray     |     |
| 7          | MED        | Martin O'Neill |     |
| 8          | MED        | Raimondo Ponte | 67' |
| 15         | MED        | Stuart Gray    |     |
| 10         | DEL        | Ian Wallace    |     |
| 9          | DEL        | Trevor Francis |     |
| 11         | DEL        | John Robertson |     |
| Entrenador | Entrenador | Brian Clough   |     |

| 12 | DEL | Peter Ward | 67' |

| Anotado | 10' | Waldemar Victorino | 1:0 |

| Árbitro | Abraham Klein |

| 1          | POR        | Rodolfo Rodríguez   |  |
| 2          | DEF        | José Hermes Moreira |  |
| 3          | DEF        | Juan Carlos Blanco  |  |
| 4          | DEF        | Daniel Enríquez     |  |
| 5          | DEF        | Washington González |  |
| 16         | MED        | Denis Milar         |  |
| 13         | MED        | Víctor Espárrago    |  |
| 10         | MED        | Arsenio Luzardo     |  |
| 7          | DEL        | Alberto Bica        |  |
| 9          | DEL        | Waldemar Victorino  |  |
| 11         | DEL        | Julio César Morales |  |
| Entrenador | Entrenador | Juan Martín Mugica  |  |

| 1          | POR        | Peter Shilton  |     |
| 2          | DEF        | Viv Anderson   |     |
| 5          | DEF        | Larry Lloyd    |     |
| 6          | DEF        | Kenny Burns    |     |
| 3          | DEF        | Frank Gray     |     |
| 7          | MED        | Martin O'Neill |     |
| 8          | MED        | Raimondo Ponte | 67' |
| 15         | MED        | Stuart Gray    |     |
| 10         | DEL        | Ian Wallace    |     |
| 9          | DEL        | Trevor Francis |     |
| 11         | DEL        | John Robertson |     |
| Entrenador | Entrenador | Brian Clough   |     |

| 12 | DEL | Peter Ward | 67' |

| Anotado | 10' | Waldemar Victorino | 1:0 |

| Árbitro | Abraham Klein |

|                           |
| Bandera de Uruguay        |
| Campeón C. Nacional de F. |
| 2.do título               |